# Eniu Todorov
Eniu Todorov (n. 22 februarie 1943, Aprilovo, Gălăbovo, Stara Zagora, Bulgaria – d. 26 mai 2022, Sofia, Bulgaria) a fost un luptător bulgar, medaliat olimpic. A participat la o ediție a Jocurilor Olimpice (1968) în care a câștigat o medalie de argint.

## Participări
Lista de mai jos prezintă principalele competiții la care a participat Eniu Todorov de-a lungul carierei.
- wrestling at the 1968 Summer Olympics – men's freestyle 63 kg[*]